# Homopteroidea biramiata
Homopteroidea biramiata är en kackerlacksart som beskrevs av Roth, L. M. 1995. Homopteroidea biramiata ingår i släktet Homopteroidea och familjen Polyphagidae. Inga underarter finns listade i Catalogue of Life.